# Porta Gaza
Porta Gaza è una porta della cinta muraria della città di Ravenna.
Essa è situata dove le nuove mura dell'ampliamento di Valentiniano III si innescavano in quelle più antiche del lato sud dell'oppidum romano, i cui merli sono ancora oggi in parte visibili. Molti documenti attestano che venne così chiamata per essere stata precedentemente una porta del castellum dei Gazi, donato all'arcivescovo nel 1252.
Nel 1338 l'arcivescovo Francesco Michiel diede in enfiteusi a Raniero (figlio del Conte di Cunnio), il "quartiere di Gazo" compresa la porta, soltanto se a loro spesa conservassero le fortificazioni per l'onore e la prosperità dell'arcivescovo ravennate.
Il sostantivo gazo deriva dal longobardo in cui la voce gahagium, gagium, gazium, gajum significa "selva", "bosco". La porta, in seguito qualificata come "porta dei preti detta Gazza" era circondata da una fossa e adiacente a un'antica torre di difesa. Nel 1750, per iniziativa dell'arcivescovo Ferdinando Romualdo Guiccioli, la porta venne ricostruita per "ornamento e beneficio della città". Non si sa se la nuova porta venne disposta come l'antica, ma si può dedurre che:
- la nuova porta sia un ampliamento di quella già esistente che, essendo l'antico ingresso del castellum dei Gazi, aveva il prospetto principale rivolto verso la città;
- la disposizione verso la città del prospetto principale fosse coerente con l'obiettivo affermato ad ornamentum urbis, di realizzare un'opera per il decoro della città.